# Hôtel du Tillet de la Bussière
L’hôtel du Tillet est un hôtel particulier situé à Paris en France.

## Localisation
Il est situé au 52 rue Saint-André-des-Arts, dans le 6e arrondissement de Paris. Il est à l'angle de la rue Saint-André-des-Arts et de la rue des Grands-Augustins.

## Histoire
L'hôtel fut construit en 1740 sur les plans de l'architecte François Debias Aubry, sous le règne de Louis XV. Il appartenait à Charles Jean Baptiste du Tillet, marquis de la Bussière. Le généalogiste Chérin, conseiller à la cour des aides de Paris et généalogiste du Roi, qui résidait rue des Grands-Augustins, y installa semble-t-il par la suite ses bureaux.
Le mathématicien Joseph Bertrand y est né en 1822. L'hôtel était, en 1900, à l'état de ruines, voué à la destruction. Il fut acheté par la famille de Ganay et restauré. Sur cette façade se trouve gravé dans la pierre le nom de la rue, le mot Saint fut gratté pendant la Révolution.
Les façades sur rue et sur cour, la rampe d'escalier et le mascaron de ce bâtiment font l’objet d’une inscription au titre des monuments historiques depuis le 29 mars 1928.

## Description
Sa façade en arrondi est particulièrement jolie. Cette construction de style Louis XV à son apogée en illustre toute la grâce : arcades de plein cintre, pilastres à refends, légèreté des ferronneries, décors discrets, consoles garnies de guirlandes de roses, sans oublier les symboles de la fécondité que sont les têtes de bélier (bucranes). La gloire et l'abondance sont représentées sur les portes par des trophée d'armes et cornes d'abondance. Un mascaron à tête de Bacchus orne le haut de la porte de la cave dans le hall d'escalier de droite sous le porche, les deux étant classés monument historique.

## Galerie

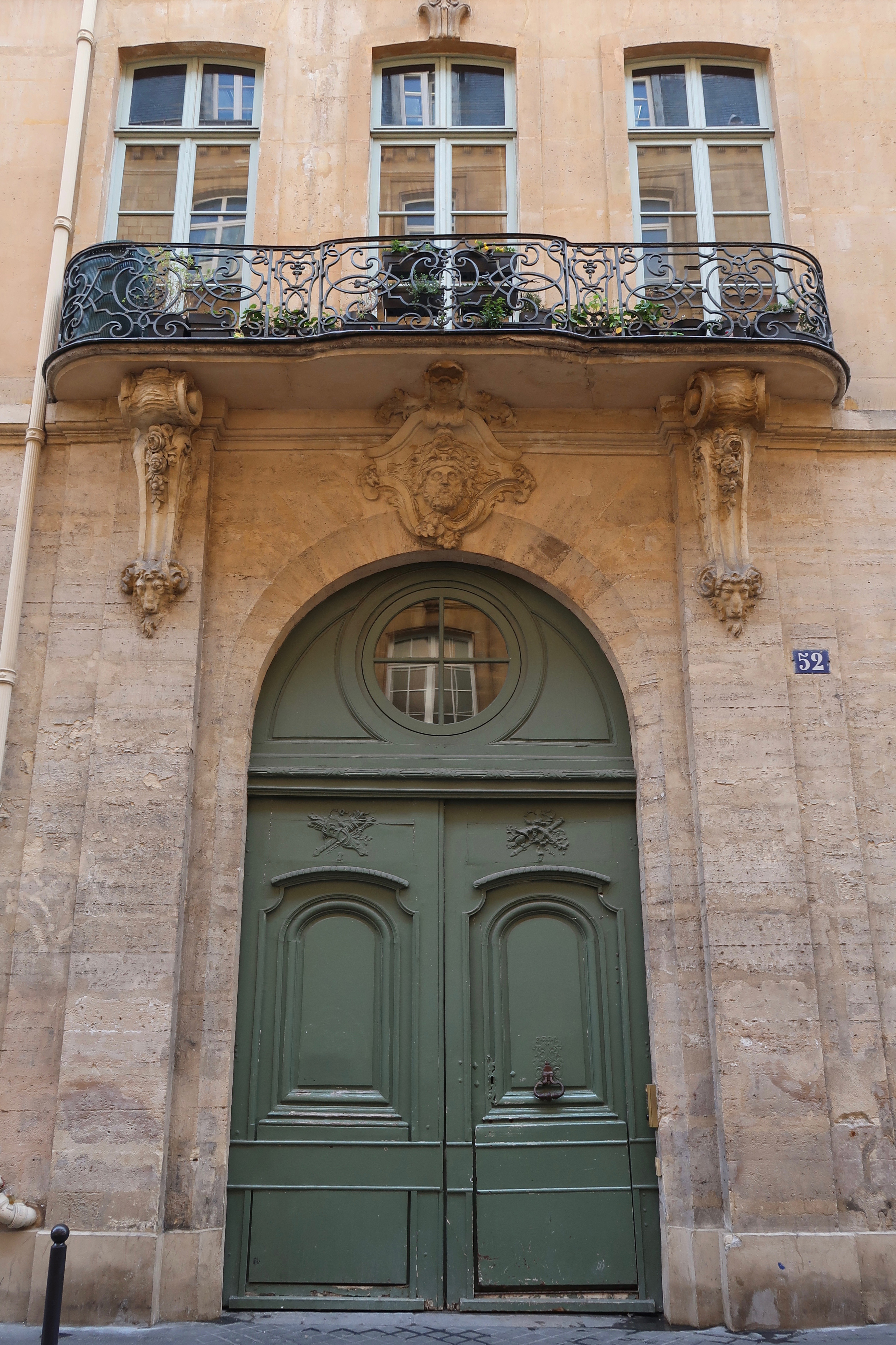
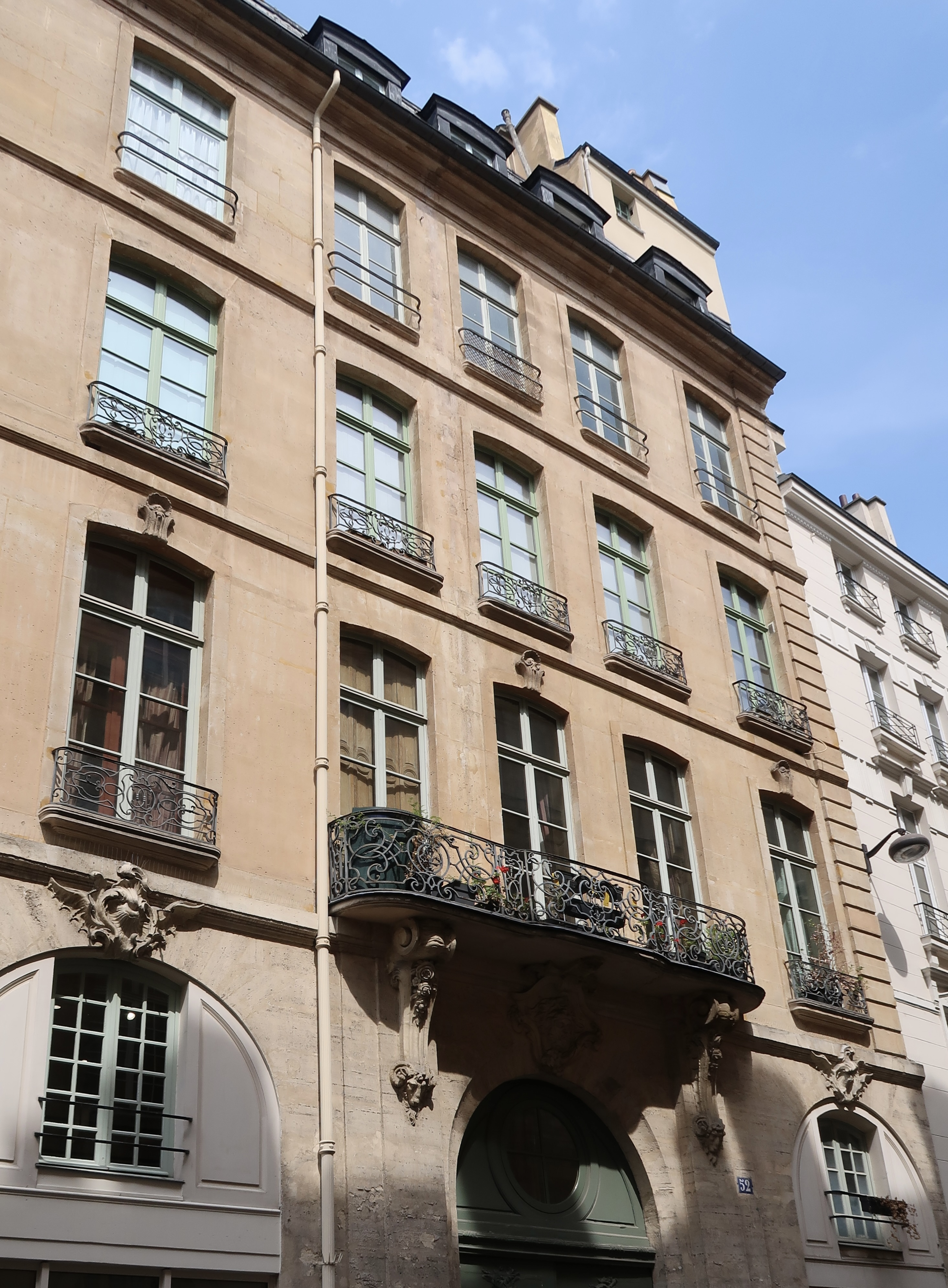